# 阿西拉 (加利福尼亞州)
阿西拉（英語：Arcilla）是位於美國加利福尼亞州河濱縣的一個非建制地區。該地的面積和人口皆未知。

## 地理
阿西拉的座標為33°47′00″N 117°28′46″W / 33.78333°N 117.47944°W，而該地的平均海拔高度為292米（即958英尺）。